# Aberri Eguna
L'Aberri Eguna, signifiant "Jour de la Patrie" en basque, est une célébration du nationalisme basque fêtée traditionnellement chaque dimanche de Pâques. Cette journée est fêtée dans toute la Communauté autonome basque et la Navarre, ainsi qu'en Iparralde.

## Histoire

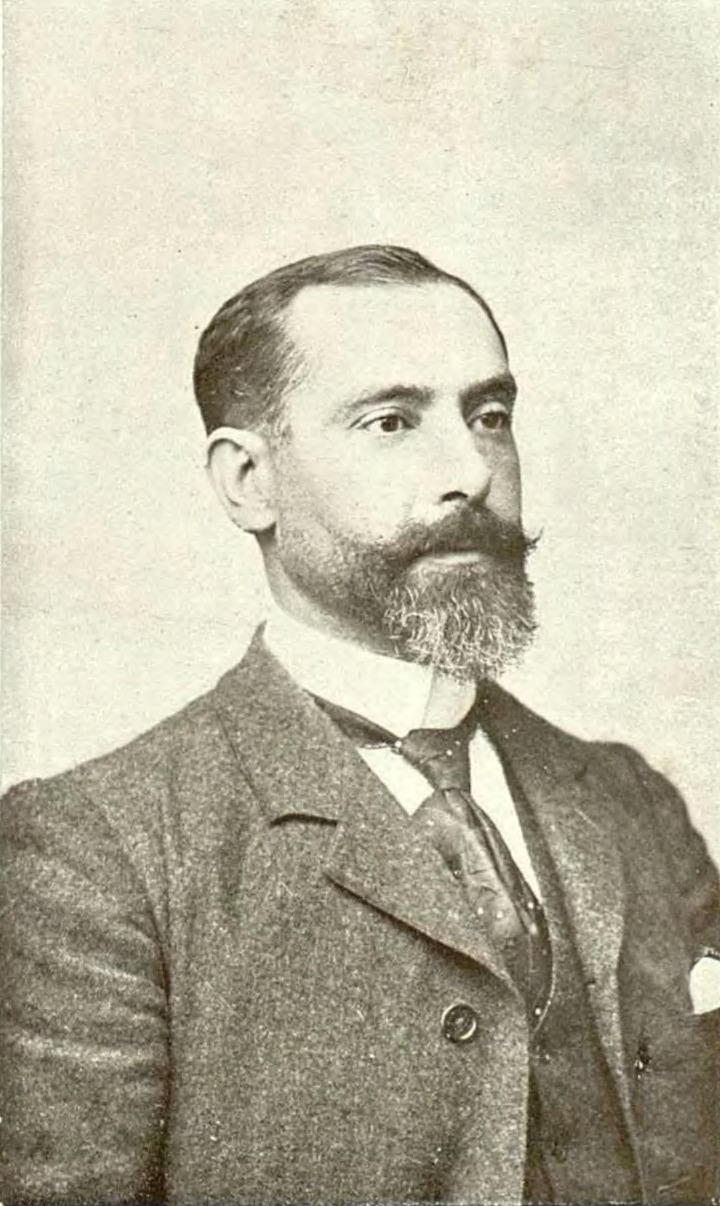
Sabino Arana Goiri

Le premier Aberri Eguna est organisé à Bilbao le 27 mars 1932 par le Parti nationaliste basque. Il célèbre la "révélation" de la condition basque de Sabino Arana Goiri, figure tutélaire du nationalisme basque, en 1882. Ce dernier aurait réalisé qu’il était basque et non espagnol au cours d’une conversation avec son frère Luis dans le jardin de leur maison à Abando. Cet événement est considéré par les abertzale comme la naissance du nationalisme basque.
Le terme aberri est un néologisme forgé par Sabino Arana à partir du suffixe -ba présent dans de nombreux mots relatifs à la parenté, par exemple osaba ("oncle"), izeba ("tante") ou aba ("père"). Arana crée ainsi plusieurs termes sur le même modèle, comme aberri ("patrie", aba + herri, "peuple", "pays") ou abenda ("race" : aba + enda, "lignée"). Le mot abertzale découle directement du terme aberri.
Le choix du dimanche de Pâques 1932, soit cinquante ans après la "révélation de 1882", obéit à la volonté du Parti nationaliste basque, alors présidé par Luis Arana, de conférer à l'événement une dimension à la fois politique et religieuse. Elle permettait en effet de lier la résurrection du Christ à celle de la nation basque, faisant d'Arana une véritable figure messianique et consolidant l'influence du catholicisme au sein du mouvement nationaliste face au sécularisme de la Seconde république instaurée quelques mois plus tôt. L'Aberri Eguna s'inscrivait ainsi pleinement dans la logique de célébration de Sabino Arana, dont le PNB fêtait chaque année la naissance et la disparition, ainsi que plusieurs étapes majeures de sa carrière politique (le discours de Larrazabal le 3 juin 1893 ou encore la première présentation publique de l'ikurriña le 14 juillet 1894 lors de l'inauguration de l'Euskeldun Batzokija de Bilbao).
L'événement s'apparente aux Diadia catalan et Día da Patria galicien (fêtés respectivement depuis 1886 et 1919), cristallisant l'authenticité d'une nation aspirant à l'indépendance, tout en s'en singularisant par la célébration d'un acte fondateur dont la date précise n'est pas connue.

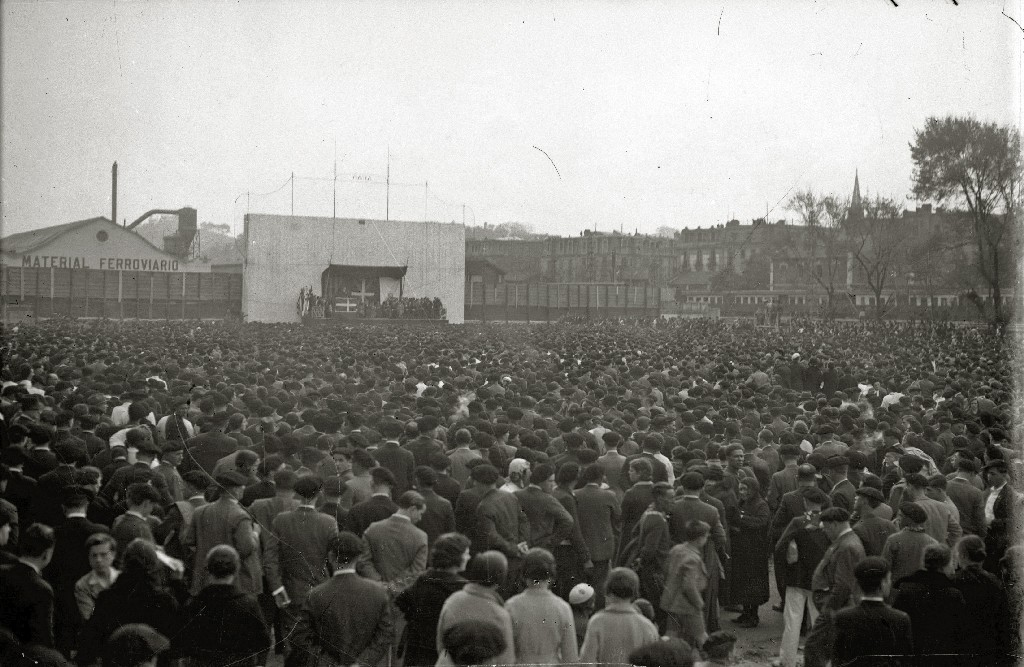
Aberri Eguna de 1933 à Saint-Sébastien

La première manifestation est suivie par près de 65 000 personnes (à une époque où Bilbao compte environ 160 000 habitants), le cortège défilant entre la place Sagrado Corazón et la maison natale de Sabino Arana (Sabin Etxea), devenu batzoki (es) et siège du PNB. Jusqu'en 1935, l'événement se déroule dans une ville différente chaque année (Saint-Sébastien, Vitoria puis Pampelune).

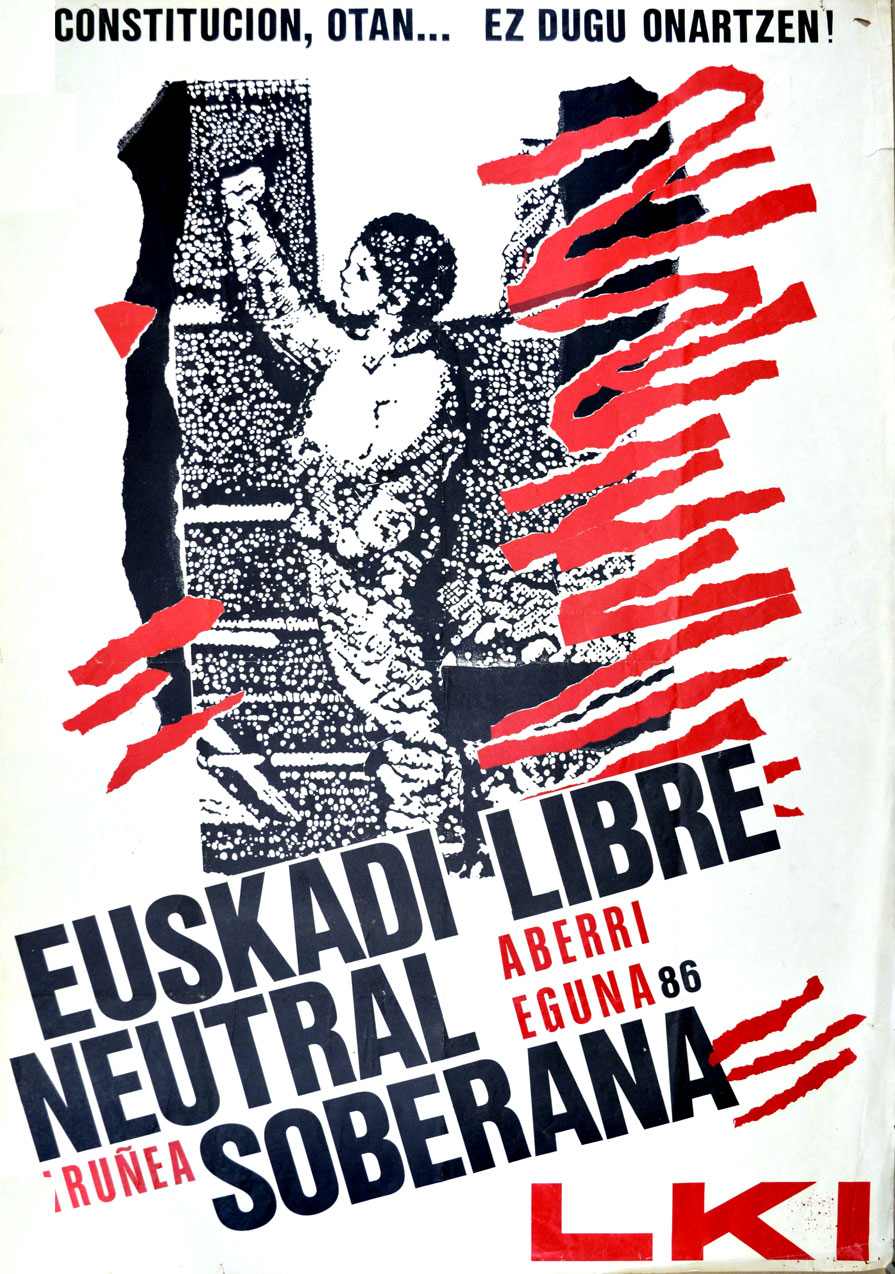
Affiche de la Liga Komunista Iraultzailea pour lAberri Eguna de 1986

L'Aberri Eguna est interdit par la dictature franquiste après la fin de la guerre civile espagnole, n'étant célébré publiquement qu'en Iparralde par les membres du gouvernement basque et du PNB en exil. En 1963, le premier parti politique abertzale implanté en France, Enbata, est fondé à l'occasion de l'Aberri Eguna à Itxassou,,. L'événement est organisé de manière clandestine à partir des années 1960 en Hegoalde (sauf entre 1964 et 1968 où il est autorisé mais strictement encadré par la police) et est fréquemment utilisé par les militants d'ETA comme tribunes pour leurs revendications.
Les rassemblements font l'objet d'une répression policière importante : en 1966, la police tire à balles réelles à Irun, blessant au moins deux personnes. En 1972, un drapeau français est brûlé à Saint-Jean-de-Luz, menant directement à la publication d'arrêtés d’expulsion contre Telesforo Monzón et Txillardegi.
Pendant la transition démocratique, l'Aberri Eguna est de nouveau autorisé en Hegoalde. Le 17 mars 1978, le premier Aberri Eguna légalement organisé depuis la fin de la dictature rassemble environ 200 000 personnes dans les quatre capitales d’Hegoalde. La manifestation devient progressivement la fête de tous les militants nationalistes basques, rejoints régulièrement par des partis politiques de gauche.
Les revendications portées lors de l'événement restent fortement influencées par l'évolution du conflit entre ETA et l'Etat espagnol : en 1997, la mort de Josu Zabala Salegi, dit Basajaun, retrouvé mort le 27 mars, marque ainsi la commémoration. Les divisions du mouvement abertzale (notamment entre PNB et Herri Batasuna en Hegoalde ou entre Abertzaleen Batasuna et Batasuna en Iparralde) mènent parfois à l'organisation de plusieurs rassemblements concurrents,,.